# 布川ゆうじ
布川 ゆうじ（ぬのかわ ゆうじ、本名: 布川 郁司（読みは左記と同一）、1947年2月11日 - 2022年12月25日）は、日本のアニメーター、アニメ演出家、アニメーションプロデューサー、実業家。株式会社ぴえろ創業者・取締役最高顧問、元東北芸術工科大学大学院仙台スクール教授、元日本動画協会理事長。ペンネームに坂田ゆう。

## 来歴
山形県酒田市で生まれ、実家は紳士服の仕立て屋だった。子供の頃から絵を描くこと、芝居・映画を鑑賞することが好きで、高校時代に所属していた美術部の顧問の推薦で宣伝美術を経験し、デザインの仕事に就くことを志望し上京する。昼間にアルバイトをしながら、夜間に日本デザインスクールで学び1967年に卒業。
専門学校卒業後に青山のデザイン事務所に就職するが、すぐに退職。「絵の好きな人募集」という新聞の求人広告を見て、同年にTCJ動画センター（現・エイケン）の下請けをしていた朋映プロの契約スタッフとなってアニメ業界入りした。彩色スタッフを経て、『宇宙少年ソラン』で動画を描くアニメーターとなり、『ロボタン』では原画に昇格。その後、ネズプロへ。円谷皐の円谷エンタープライズで日本万国博覧会などイベント関係の仕事をした後、フリーのアニメーターとしてスタジオじゃっく、虫プロダクションなどスタジオを渡り歩く。
アニメーターとして参加した虫プロダクションの経営危機の際には、のちのサンライズの前身となる創映社の立ち上げに誘われるも和光プロダクションから演出をやってほしいと誘いを受けて、タツノコプロ作品『カバトット』の演出に携わり、演出家デビューを果たした。この時にタツノコプロの監督の笹川ひろしに才能を見込まれ、和光プロから移籍し、1971年11月にタツノコプロの社員となる。それまでは作品ごとの契約だったのが初めての正社員だったという。1972年に始まった後番組の『かいけつタマゴン』ではキャラクターデザインや色指定までてがけた。
タツノコプロでは1975年開始の『タイムボカンシリーズ』より企画に加わり、笹川ひろしを恩師と仰ぎ、同シリーズの他、『いなかっぺ大将』『みなしごハッチ』『科学忍者隊ガッチャマン』などの演出を担当する。その中でも印象深いのは『新造人間キャシャーン』だという。タツノコ時代には生活費のため、坂田ゆうのペンネームを用いて他社の仕事をアルバイトで手掛けたり、押井守らタツノコの若手演出家を指導して多くの演出家を輩出した。
タツノコプロには6年在籍した後、1977年4月に正社員から契約社員となり、1977年開始の和光プロの『激走!ルーベンカイザー』で初のチーフ・ディレクター。1978年に上梨満雄やときたひろこら4名でスタジオぴえろ（現：ぴえろ）の前身の演出家グループを結成して吉祥寺のマンションの一室で活動を開始。タツノコプロを離れた。タツノコプロをやめたのは同社の社長である吉田竜夫の死去がショックだったこと、生活が厳しくフリーになって稼ごうと思ったからであると語る。
1979年に『ニルスのふしぎな旅』を制作するため、鳥海永行、案納正美らと共に株式会社スタジオぴえろ（現：ぴえろ）を設立し、社長に就任した。
2002年、日本動画協会の設立に携わる。
2008年、日本動画協会の副理事長として東京都協力の元「アニメ人材育成・教育プログラム製作委員会」を組成し、委員長に就任する。また、産業界初の「アニメの教科書」を作成した。
2009年から2014年まで日本動画協会理事長を務める。
2012年7月、代表権を引き続き保持しながらぴえろ会長に就任し、後に代表権を持たない取締役最高顧問となっている。
2013年、阿部記之や水野和則、若林厚史、岡田勲と共にアニメプロデューサー・演出家育成塾「NUNOANI塾」を設立し、塾長兼講師を務めている。他に、各教育機関で客員教授として「日本のアニメとビジネス戦略」をテーマに講演活動を行っている。
2021年12月、布川ゆうじ「本日の漫画です」展開催。
2022年11月、「布川ゆうじの仕事」展開催。
2022年12月25日死去。75歳没。

## 人物
笹川ひろしと並び、三悪のうちの頭脳系の手下（グロッキー、ボヤッキーなど）のモデルと言われる。
全社一丸となってオリジナル作品を作っていた全盛期のタツノコプロを理想とし、笹川ひろしを演出の師匠としていた。しかし、スタジオぴえろ発足時に深く考えずに結果的にタツノコプロのスタッフを引き抜く結果となり、タツノコ側から悪感情を抱かれてつらいを思いをした、後に和解したものの苦い経験をした、としている。
グラフィックデザイナー経験者ということで『新造人間キャシャーン』などのタイトル画面のスタッフの文字を書いていた。

## 参加作品

### タツノコプロ
- カバトット（チーフアニメーター）
- いなかっぺ大将（演出）
- かいけつタマゴン（アニメーター）
- 新造人間キャシャーン（演出、エンディング[6]）
- タイムボカン（演出、エンディング[6]）
- ヤッターマン（演出、オープニング・エンディング[6]）
- 一発貫太くん（演出）
- とびだせ!マシーン飛竜（演出）
- 科学忍者隊ガッチャマンII（演出）
- ポールのミラクル大作戦（演出）

### ぴえろ
- 赤ちゃんと僕（企画）
- あばしり一家（企画製作）
- あんみつ姫（制作）
- うる星やつら（プロデューサー）
- エリア88（プロデューサー）
- おそ松くん（制作）
- 鬼神伝（製作）
- おれは直角（制作）
- 学校の怪談（企画）
- がんばれ!キッカーズ（制作）
- KEY THE METAL IDOL（製作）
- きまぐれオレンジ☆ロード（企画）
- 雲のように風のように（制作）
- 幻想魔伝 最遊記（企画）
- 平成天才バカボン（制作）
- GTO（企画）
- ジャスティ（プロデューサー）
- 星銃士ビスマルク（制作）
- 太陽の子エステバン (BS版)（プロデューサー）
- たこやきマントマン（企画）
- ダロス（製作）
- 天使になるもんっ!（企画）
- 東京アンダーグラウンド（制作）
- 東京ミュウミュウ（企画）
- どっきりドクター（企画）
- とっても!ラッキーマン（企画）
- NARUTO -ナルト-シリーズ（企画）
- NINKU -忍空-（制作）
- ニルスのふしぎな旅（制作）
- 忍者戦士飛影（制作）
- のらくろクン（企画）
- はいぱーぽりす（企画）
- はじめ人間ゴン（企画）
- バリバリ伝説（プロデューサー）
- ぴえろ魔法少女シリーズ
  - 魔法のアイドルパステルユーミ（制作）
  - 魔法のスターマジカルエミ（制作）
  - 魔法のステージファンシーララ（企画）
  - 魔法の天使クリィミーマミ（制作）
  - 魔法の妖精ペルシャ（制作）
- ヒカルの碁（企画）
- ふしぎ遊戯（企画）
- BLEACH（企画）
- まじかるハット（制作）
- 美鳥の日々（企画）
- 丸出だめ夫（制作）
- 満ちてくる時のむこうに（制作）
- みどりのマキバオー（企画）
- 燃える!お兄さん（企画）
- 幽☆遊☆白書（制作）
- よいこ（企画）
- 烈火の炎（企画）
- レレレの天才バカボン（制作）

他多数

### その他
- ブロッカー軍団IVマシーンブラスター（キャラクターデザイン・絵コンテ・演出、坂田ゆう名義）
- 激走!ルーベンカイザー（チーフディレクター、演出）
- 銀河鉄道999 (アニメ)（絵コンテ、坂田ゆう名義）
- ザ☆ウルトラマン（絵コンテ）

## 著書
- 『クリィミーマミはなぜステッキで変身するのか？ 愛されるコンテンツを生むスタジオの秘密』（日経BP社、2013年12月19日） ISBN 978-4822249922
- 『「おそ松さん」の企画術 ヒットの秘密を解き明かす』（集英社、2016年7月16日） ISBN 978-4087860726
- アニメ人材育成・教育プログラム委員会 著、日本動画協会 編『アニメの教科書』アニメ人材育成・教育プログラム委員会（原著2009-1-7）。ISBN 978-4990445508。

## 受賞歴
- 2008年10月1日：東京都産業推進功労賞
- 2013年4月：第22回日本映画批評家大賞 アニメーション功労賞[30]
- 2019年3月：文化庁長官表彰
- 2019年12月：秋の藍綬褒章[1]